# Louis-Michel Petit
Louis-Michel Petit est un graveur en médailles français né à Paris le 29 août 1791 où il est mort le 19 juillet 1844.